# جیمی آندرس
جیمی آندرس (انگلیسی: Jimmy Anders; ۸ مارس ۱۹۲۸ – سپتامبر ۲۰۰۲ (aged 74)) بازیکن فوتبال اهل بریتانیا بود.
از باشگاه‌هایی که در آن بازی کرده‌است می‌توان به باشگاه فوتبال برافورد پارک آونیو، باشگاه فوتبال ترانمره راورز، باشگاه فوتبال باکستون، باشگاه فوتبال روچدیل، باشگاه فوتبال برنتفورد، باشگاه فوتبال آکرینگتون استنلی، و باشگاه فوتبال برادفورد سیتی اشاره کرد.